# 謝爾比維爾 (印地安納州)
謝爾比維爾（英語：Shelbyville）是一個位於美國印地安納州謝爾比縣的城市。根據2010年美國人口普查，該地人口為19191人，而該地的面積約為30.17平方千米。同時該地也是謝爾比縣的縣治。

## 地理
謝爾比維爾的座標為39°31′19″N 85°46′35″W / 39.52194°N 85.77639°W，而該地的平均海拔高度為233米（即764英尺）。